# Korzikai gímszarvas
A korzikai gímszarvas (Cervus elaphus corsicanus) az emlősök (Mammalia) osztályának párosujjú patások (Artiodactyla) rendjébe, ezen belül a szarvasfélék (Cervidae) családjába tartozó gímszarvas (Cervus elaphus) egyik európai alfaja.

## Előfordulása
A korzikai gímszarvas Korzika és Szardínia szigetén él. Nem világos, hogy valóban földrajzilag elkülönült alfaj, vagy csak az ókori időkben telepítették-e be a szigetekre. Letörpült méreteitől eltekintve genetikailag alig különbözik az észak-afrikai berber szarvastól. Szardínia szigetén még mintegy 2000 példánya élhet, melyeket továbbra is fenyeget élőhelyük elvesztése és a vadászat. E tényezők miatt 1970-es években Korzika szigetéről ki is halt. A Természetvédelmi Világszövetség (IUCN) a „kihalástól közvetlenül veszélyeztetett” kategóriába sorolja.

## Megjelenése
A korzikai gímszarvas a legkisebb alfaj. Testtömege körülbelül 80-100 kilogramm.